# Tetraria fasciata
Tetraria fasciata là loài thực vật có hoa trong họ Cói. Loài này được (Rottb.) C.B.Clarke miêu tả khoa học đầu tiên năm 1894.